# Trajanópolis (unidade municipal)
Trajanópolis ou Trajanópoli (em grego: Τραϊανούπολη; romaniz.: Trajanoúpoli) foi um município grego da unidade regional de Evros com sede em Anteia. Foi fundado em 1987 e desde a reforma governamental de 2011, tornou-se uma unidade municipal do município de Alexandrópolis, juntamente com os antigos municípios de Feres e Alexandrópolis. Geograficamente, em seu território constam as comunidades de Anteia (Anteia, Arístino), Doricó (Doricó, Etochóri), Lutrós (Lutrá Trajanópolis, Lutrós, Péfca) e Nípsa (Nípsa). Segundo o censo de 2011, tinha uma população de 2 718 habitantes.

## História
Os vestígios mais antigos de ocupação na área do município remontam a Idade do Ferro (1050–650 a.C.), quando foi ocupada por tribos trácias. O elemento característico desse período são monumentos megalíticos, ou seja, construções de culto e caráter utilitário esculpidas em pedras naturais, encontrados ao norte de Nípsa e Alexandrópolis, e no sopé do Ródope. Além deles, foram encontradas ferramentas em sílex na Colina de Beiciótissa Baira e cerâmicos na Colina de São Jorge. Esta última provavelmente atuou como uma acrópole trácia pré-histórica, provavelmente controlada pelos cicones, uma tribo conhecida por Homero e Heródoto. A noroeste do município descobriu-se próximo a vila de Nípsa um cidadela murada sobre uma colina, com cerâmicos datáveis dos séculos IX-VIII a.C..
Durante a Antiguidade Clássica floresceram nessa região as poleis de Tempira e Sale, ambas colônias da Samotrácia. A área que estendia-se da Colina de São Jorge até Sale foi considerada nesse período como uma região sagrada para os deuses cultuados na Samotrácia. Em 1991, foi escavado um assentamento romano do século I, no qual havia dois túmulos com cremações, vasos cerâmicos, vitrificados, de bronze e prata, castiçais e tripés de cobre com suas lamparinas, objetos de ferro, armas, anéis de/ou folheados a ouro, um denário do imperador romano Domiciano (r. 81–96), etc; muitos dos objetos estão  no Museu Arqueológico de Comotini. No século II, sobre a colina de São Jorge, foi estabelecido pelo imperador Trajano (r. 98–117) um novo assentamento, batizado Trajanópolis em sua honra. A cidade prosperou durante vários séculos, até ser abandonada no século XIV ou XV.